# Una corsa pazza
Una corsa pazza è il primo album della cantante Giovanna, pubblicato dall'etichetta Ariston nel 1971.

## Tracce
1. Non vedo non credo (Moon Shadow) (Colombini, Cat Stevens)
2. Dio dove sei? (Lord Is That Me) (Claudio Rocchi, Dallas Frazier, Sanger D. Shafer)
3. Un capretto (Dona dona) (Secunda, Herbert Pagani)
4. Un miracolo (Where Is My Castle) (Manipoli, Dallas Frazier)
5. Vedi c'è Dio (Full Time Women) (C. Rocchi, Alice Stuart)
6. Sono solo una donna (A Piece of Ground) (C. Rocchi, Jeremy Taylor)
7. Io volevo diventare (Gerardo Carmine Gargiulo, C. Rocchi)
8. Una corsa pazza (We Are All the Same) (G. C. Gargiulo, Miller Anderson)
9. Caldo amore (Hot Love) (Daniele Pace, Marc Bolan)
10. Ancor di più (What Would I Be) (Alberto Salerno, Bickerton, Waddington)
11. Un albero, due alberi (Through the Eyes of Love) (Manipoli, Jack Clement, Addington)
12. È venuta la notte è venuto il mattino (C. Rocchi)